# Erinnyis guttularis
Erinnyis guttularis är en fjärilsart som beskrevs av Walker 1856. Erinnyis guttularis ingår i släktet Erinnyis och familjen svärmare. Inga underarter finns listade i Catalogue of Life.